# Stade Son Bibiloni
Le Stade Son Bibiloni (en espagnol : Estadio Son Bibiloni) est un stade de football espagnol situé dans la ville de Palma, sur l'île de Majorque dans les Îles Baléares.
Le stade, doté de 1 500 places et inauguré en 2007, sert d'enceinte à domicile pour les équipes de football du RCD Majorque B et du RCD Majorque (pour les entraînements).
Il porte le nom du domaine sur lequel il est situé.

## Histoire
En 1997, sous la présidence de Bartolomé Beltrán Pons, environ 67 000 m² de terrain sont achetés sur le domaine Son Bibiloni, à 8km au nord de Palma sur la route de Sóller. Le responsable de la réalisation du complexe sportif est l'architecte Guillem Reynés.
Le complexe est achevé en août 1998, et sert tout d'abord de lieu d'entraînement (principalement pour le RCD Majorque).
Les installations se composent de quatre terrains de football en gazon réglementaire, d'une zone d'entraînement des gardiens, d'une salle de sport, d'un sauna, d'une piscine chauffée, d'un espace médical et d'une salle de presse.